# Together (banda)
Together foi um dueto de french house formado por DJ Falcon, e Thomas Bangalter, entre 2000 e 2002. 
A dupla lançou duas faixas: "Together", e "So Much Love to Give", ambas gravadas e lançadas pela Roulé, fundada por Bangalter. 
A faixa "Together" foi gravada entre os dias 02 e 03 de janeiro de 2000, dias em que os integrantes do grupo também fazem aniversário. A ideia surgiu a partir de Bangalter ao perceber que seu aniversário, e o aniversário de Falcon tinham apenas um dia de diferença.
"So Much Love to Give" utiliza um sample da canção "Love's Such a Wonderful Thing" de The Real Thing. O mesmo sample também foi usado por Fedde le Grand, em "So Much Love".
Também produziram uma terceira faixa que nunca foi lançada, chamada "Call On Me", ocasionalmente confundida em suas apresentações como cover da faixa de Eric Prydz. Ambas as faixas utilizam o mesmo nome, e usam um sample de "Valerie" de Steve Winwood. Em uma entrevista, Falcon afirmou que ele e Bangalter haviam sampleado "Valerie" anos antes mas jamais tiveram intenção de lançá-la, sendo somente utilizada em seus sets.
Falcon, e Bangalter também colaboraram com Guy-Manuel de Homem-Christo na produção da faixa "Contact" do Daft Punk.

## Discografia

### Singles
- "Together" (2000)
- "So Much Love to Give" (2002)